# Дорога (альбом)
Доро́га — третій студійний альбом гурту Мандри.

## Композиції
1. Дорога (3:20)
2. Коханочка (4:32)
3. Місто (3:48)
4. Любов (2:59)
5. Ти в серці моїм (4:42)
6. Тінга-Лінга (4:15)
7. Ріо Ріта (4:02)
8. Косачіна (3:12)
9. Зозуля (3:46)
10. Коло млину (3:10)
11. Гілка (4:35)
12. Не спи, моя рідна земля (4:37)

## Музиканти

### "Мандри"
1. Фома — вокал, гітара, сопілка, бек-вокал.
2. Льоня Белєй — акордеон, синтезатор, гітара, бек-вокал.
3. Сергій Чегодаєв — бас-гітара, бек-вокал.
4. Салманов Салман Мамед Огли — перкусія, бек-вокал.
5. Андрій Занько — барабани, бек-вокал.

### У запису брали участь
- Інна Прокопчук, Олександра Стражнік (ансамбль „Володар”).
- Леся Здоровецька (бек-вокал).
- Нємєрцев Сергій (труба).
- Кушнірчук Олександр (тромбон).
- Швець Андрій (туба).
- Сергій Грачев (комп’ютерне аранжування - 4).